# Daejong-Filmpreis
Der Daejong-Filmpreis (koreanisch 대종상 daejongsang, deutsch ‚Große-Glocke-Preis‘), auch bekannt als Daejong Film Award oder Grand Bell Award, ist ein jährlich vergebener südkoreanischer Preis für herausragende einheimische Filme. Bis 2018 wurden die Preise im September oder Oktober vergeben. Allerdings änderte man das Datum der Preisvergabe auf Februar, sodass 2019 keine Verleihung stattfand.
Der Daejong-Filmpreis wurde am 15. August 1958 als Koreanischer Filmpreis vom Erziehungsministerium eingeführt. Die Verleihung oblag ab dem dritten Jahr dem Ministerium für Kultur und Tourismus, das die Bezeichnung in Daejong-Filmpreis änderte und diesen erstmals 1962 verlieh. Die 8. und 9. Verleihung fanden unter der Bezeichnung Koreanischer Kunst und Kultur Preis statt.
Der Daejong-Filmpreis wird in folgenden Kategorien verliehen:
- Bester Film
- Bester Schauspieler
- Beste Schauspielerin
- Bester Neudarsteller
- Beste Neudarstellerin
- Bester Nebendarsteller
- Beste Nebendarsteller
- Bester Regisseur
- Bester neuer Regisseur
- Bestes Drehbuch - Original
- Bestes Drehbuch - Adaptiert
- Bester Schnitt
- Beste Künstlerische Leitung
- Bestes Kostümdesign
- Bester Schnitt
- Beste Musik
- Spezialpreis

## Gewinner der Hauptpreise
| Zeremonie | Jahr | Bester Film                                    | Bester Regisseur                       | Bester Schauspieler                                                            | Beste Schauspielerin                        |
| --------- | ---- | ---------------------------------------------- | -------------------------------------- | ------------------------------------------------------------------------------ | ------------------------------------------- |
| #36       | 1999 | Spring in My Hometown                          | Lee Kwang-mo für Spring in My Hometown | Choi Min-sik für Shiri                                                         | Shim Eun-ha für Art Museum by the Zoo       |
| #37       | 2000 | Peppermint Candy                               | Lee Chang-dong für Peppermint Candy    | Choi Min-soo für Phantom the Submarine                                         | Jeon Do-yeon für The Harmonium in My Memory |
| #38       | 2001 | Joint Security Area                            | Han Ji-seung für A Day                 | Song Kang-ho für Joint Security Area                                           | Ko So-young für A Day                       |
| #39       | 2002 | The Way Home – Wege nach Hause                 | Song Hae-seong für Failan              | Sol Kyung-gu für Public Enemy – Ein harter Cop                                 | Jun Ji-hyun für My Sassy Girl               |
| #40       | 2003 | Memories of Murder                             | Bong Joon-ho für Memories of Murder    | Song Kang-ho für Memories of Murder                                            | Lee Mi-yeon für Addicted                    |
| #41       | 2004 | Frühling, Sommer, Herbst, Winter… und Frühling | Park Chan-wook für Oldboy              | Choi Min-sik für Oldboy                                                        | Moon So-ri für Eine Familie geht fremd      |
| #42       | 2005 | Marathon                                       | Song Hae-sung für Rikidozan            | Jo Seung-woo für Marathon                                                      | Kim Hye-su für Hypnotized                   |
| #43       | 2006 | The King and the Clown                         | Lee Jun-ik für The King and the Clown  | Gam Wu-seong für The King and the Clown                                        | Jeon Do-yeon für You Are My Sunshine        |
| #44       | 2007 | Family Ties                                    | Bong Joon-ho für The Host              | Ahn Sung-ki für Radio Star                                                     | Kim Ah-jung für 200 Pounds Beauty           |
| #45       | 2008 | The Chaser                                     | Na Hong-jin für The Chaser             | Kim Yoon-seok für The Chaser                                                   | Kim Yoon-jin für Seven Days                 |
| #46       | 2009 | The Divine Weapon                              | Kim Yong-hwa für Take Off              | Kim Myeong-min für Closer to Heaven                                            | Su Ae für Sunny                             |
| #47       | 2010 | Poetry                                         | Kang Woo-seok für Moss                 | Won Bin für The Man from Nowhere                                               | Yoon Jeong-hee für Poetry                   |
| #48       | 2011 | The Front Line – Der Krieg ist nie zu Ende     | Kang Hyeong-cheol für Sunny            | Park Hae-il für War of the Arrows                                              | Kim Ha-neul für Blind                       |
| #49       | 2012 | Masquerade                                     | Choo Chang-min für Masquerade          | Lee Byung-hun für Masquerade                                                   | Cho Min-soo für Pietà                       |
| #50       | 2013 | The Face Reader                                | Han Jae-rim für The Face Reader        | Ryu Seung-ryong für Miracle in Cell No. 7 und Song Kang-ho für The Face Reader | Uhm Jung-hwa für Verjährung                 |
| #51       | 2014 | The Admiral: Roaring Currents                  | Kim Seong-hun für A Hard Day           | Choi Min-sik für The Admiral: Roaring Currents                                 | Son Ye-jin für Pirates                      |
| #52       | 2015 | Ode to My Father                               | Yoon Je-kyoon für Ode to My Father     | Hwang Jung-min für Ode to My Father                                            | Jun Ji-hyun für Assassination               |
| #53       | 2016 | Inside Men                                     | Woo Min-ho für Inside Men              | Lee Byung-hun für Inside Men                                                   | Son Ye-jin für The Last Princess            |
| #54       | 2017 | A Taxi Driver                                  | Lee Joon-ik für Anarchist from Colony  | Sol Kyung-gu für The Merciless                                                 | Choi Hee-seo für Anarchist from Colony      |
| #55       | 2018 | Burning                                        | Jang Joon-hwan für 1987                | Hwang Jung-min und Lee Sung-min für The Spy Gone North                         | Na Moon-hee für I Can Speak                 |
| #56       | 2020 | Parasite                                       | Bong Joon-ho für Parasite              | Lee Byung-hun für Ashfall                                                      | Jeong Yu-mi für Kim Ji-young: Born 1982     |
| #57       | 2022 | Die Frau im Nebel                              | Byun Sung-hyun für Kingmaker           | Park Hae-il für Die Frau im Nebel                                              | Yeom Jeong-a für Insaeng-eun areumdaweo     |
| #58       | 2023 | Concrete Utopia                                | Ryoo Seung-wan für Smugglers           | Lee Byung-hun für Concrete Utopia                                              | Kim Seo-hyeong für Greenhouse               |